# Вильзинг (лунный кратер)
Кратер Вильзинг (лат. Wilsing) — крупный ударный кратер в южном полушарии обратной стороны Луны находящийся внутри гигантского бассейна Южный полюс — Эйткен. Название присвоено в честь немецкого астронома Иоганнеса Вильзинга (1856—1943) и утверждено Международным астрономическим союзом в 1970 г. Образование кратера относится к донектарскому периоду.

## Описание кратера
Ближайшими соседями кратера являются кратер Мохоровичич на западе-северо-западе, кратер Галуа на севере, кратер Штернфельд на востоке, кратер Мураками на востоке-юго-востоке, кратер Пламмер на юге, кратер Уокер на юго-западе. Далее к югу расположен гигантский кратер Аполлон. Селенографические координаты центра кратера 20°58′ ю. ш. 155°03′ з. д. / 20,97° ю. ш. 155,05° з. д., диаметр 66,8 км, глубина 2,77 км.
Вал кратера значительно разрушен, имеет близкую к циркулярной форму с выступом в восточной части. Средняя высота вала кратера над окружающей местностью 1310 м, объем кратера составляет приблизительно 4800 км³. Чаша кратера практически полностью перекрыта двумя значительными кратерами, северный из которых является сателлитным кратером Вильзинг Z (см. ниже).

## Сателлитные кратеры
| Вильзинг | Координаты                                              | Диаметр, км |
| -------- | ------------------------------------------------------- | ----------- |
| C        | 18°32′ ю. ш. 152°54′ з. д. / 18,54° ю. ш. 152,9° з. д.  | 33,3        |
| D        | 19°43′ ю. ш. 152°23′ з. д. / 19,71° ю. ш. 152,39° з. д. | 16,0        |
| R        | 22°07′ ю. ш. 157°22′ з. д. / 22,11° ю. ш. 157,36° з. д. | 23,8        |
| T        | 20°58′ ю. ш. 159°41′ з. д. / 20,96° ю. ш. 159,69° з. д. | 18,6        |
| U        | 20°16′ ю. ш. 158°41′ з. д. / 20,26° ю. ш. 158,68° з. д. | 26,4        |
| V        | 20°05′ ю. ш. 158°08′ з. д. / 20,08° ю. ш. 158,14° з. д. | 53,2        |
| W        | 18°14′ ю. ш. 159°31′ з. д. / 18,23° ю. ш. 159,51° з. д. | 34,1        |
| X        | 17°00′ ю. ш. 157°17′ з. д. / 17° ю. ш. 157,28° з. д.    | 23,0        |
| Z        | 20°35′ ю. ш. 155°01′ з. д. / 20,59° ю. ш. 155,01° з. д. | 31,6        |

- Образование сателлитного кратера Вильзинг C относится к эратосфенскому периоду[1].
- Образование сателлитных кратеров Вильзинг W и Z относится к нектарскому периоду[1].